# Pemphigus hydrophilus
Pemphigus hydrophilus är en insektsart. Pemphigus hydrophilus ingår i släktet Pemphigus och familjen långrörsbladlöss. Inga underarter finns listade i Catalogue of Life.